# نان کارداموم

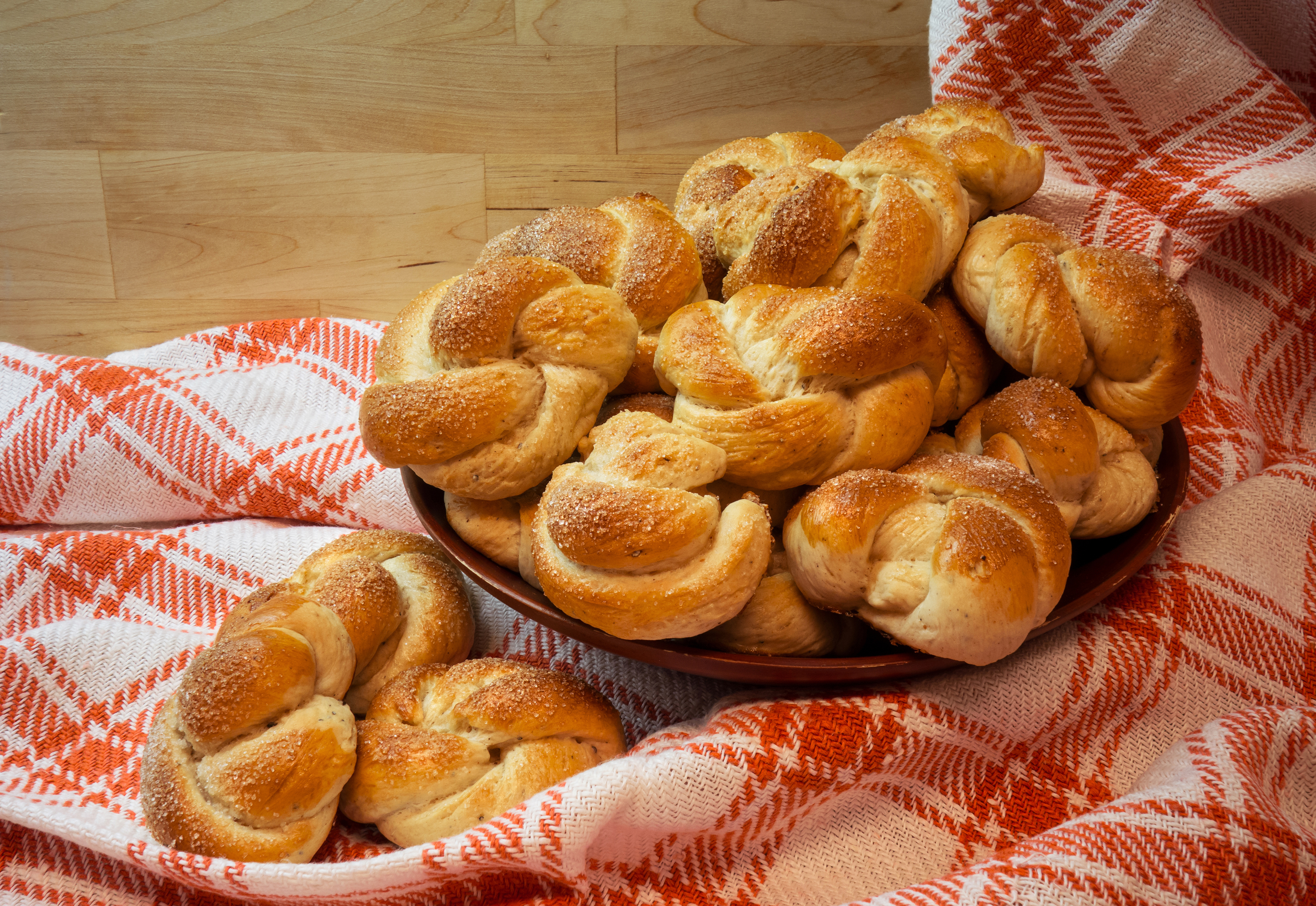
نگاره‌ای از یک سبد لبریز از نان کارداموم.

پولا (تلفظ فنلاندی: [ˈpul:ɑ]) یا نان کارداموم (سوئدی: kardemummabröd) یک نان رولی شیرین و نوعی دسر یا شیرینی است که به‌شکل سُنتی در فنلاند و سوئد طبخ می‌شود و با دانه‌های هل خرد شده و گاهی کشمش یا خلال بادام طعم‌دار می‌شود.